# Sanjō Ōhashi

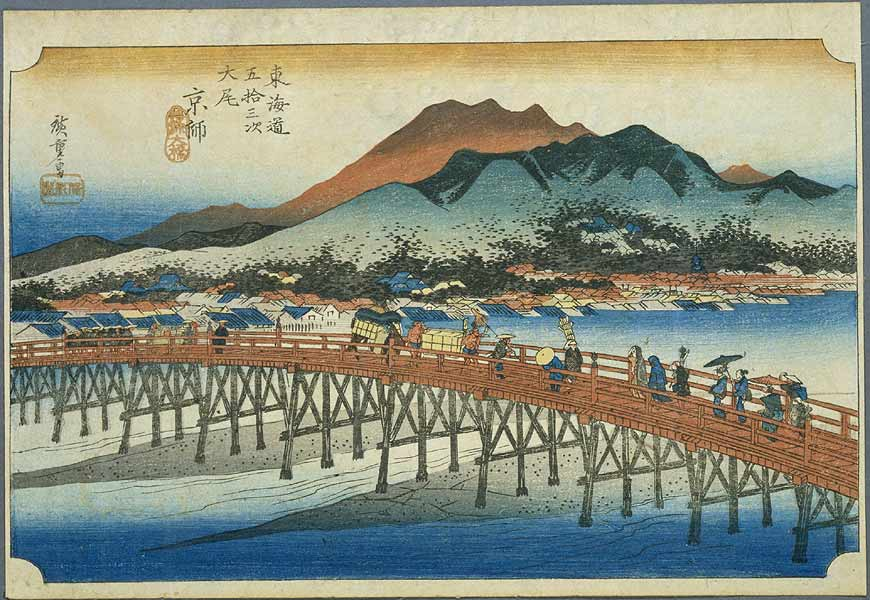
Sanjō Ōhashi dans les années 1830, estampe de Hiroshige de la série Les Cinquante-trois Stations du Tōkaidō.

Sanjō Ōhashi (三条大橋) est un pont à Kyoto, préfecture de Kyoto au Japon qui enjambe la rivière Kamo. D'une grande importance historique, il constituait la station terminale de la Nakasendō et de la Tōkaidō, deux routes majeures de l'époque d'Edo.

## Histoire
La date de construction du pont n'est pas établie mais on sait que Toyotomi Hideyoshi donna l'ordre de le réparer en 1590, ainsi que l'un des giboshi (擬宝珠) originels (des poteaux en forme d'oignon situés sur les ponts, dans les sanctuaires et les temples au Japon).
Le pont en béton actuel avec ses deux voies pour véhicules et un passage piéton de chaque côté a été construit en 1950.